# Telem (partia 1981)
Telem (hebr.: תנועה להתחדשות ממלכתית, Tenu’a le-Hitchadszut Mamlachtit, dosł. Ruch na rzecz Odnowy Narodowej) – izraelska partia polityczna działająca w latach 80. XX wieku.

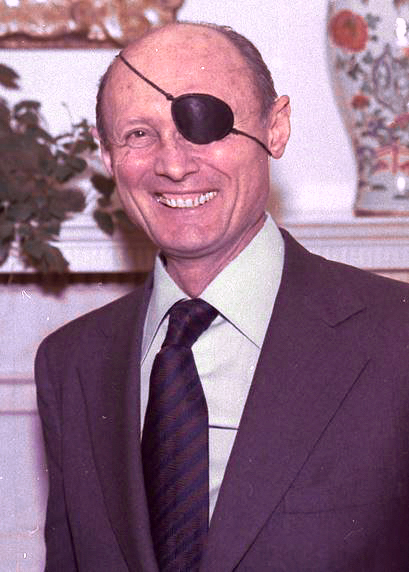
Mosze Dajan

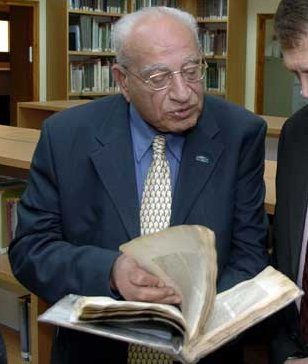
Mordechaj Ben-Porat

20 czerwca 1977 Mosze Dajan, były Szef Sztabu Generalnego Sił Obronnych Izraela, wieloletni polityk lewicowych ugrupowań – Mapai, Rafi i Koalicji Pracy, były minister obrony i rolnictwa przyjął propozycję nowego premiera Menachema Begina i dołączył do tworzonego przez Likud pierwszego prawicowego rządu Izraela jako minister spraw zagranicznych. W związku z tym został zmuszony do opuszczenia Koalicji Pracy i został posłem niezależnym. Na stanowisku ministra pozostał do 1979.
Z kolei 26 stycznia 1981 Jicchak Perec, Jigga’el Hurwic i Zalman Szowal opuścili Likud, na nowo powołując do życia partię Rafi (jako Rafi – Lista Państwowa). 19 maja drogi rozłamowców rozeszły się – Perec ponownie powołał do życia Listę Państwową, by 27 maja powrócić do Likudu. Z kolei Jigga’el Hurwic, Zalman Szowal i Mosze Dajan wspólnie powołali nowe ugrupowanie Ruch na rzecz Odnowy Narodowej – Telem. Dajan stanął na jego czele.
3 czerwca ugrupowanie zmieniło nazwę na Telem – Ruch na rzecz Odnowy Narodowej. 15 czerwca do partii dołączył Szafik Asad, który opuścił ugrupowanie Achawa (wcześniej w dziewiątym Knesecie był członkiem Dasz i Ruchu Demokratycznego).
Nowe ugrupowanie wystartowało w wyborach parlamentarnych w czerwcu 1977 zdobywając 44700 głosów (1,6%) co przełożyło się na dwa mandaty poselskie. Objęli je Mosze Dajan i Mordechaj Ben-Porat (były poseł Rafi i Koalicji Pracy). 16 października Dajan zmarł, a mandat poselski objął po nim Jigga’el Hurwic. Nowym przywódcą ugrupowania został Ben-Porat. Partia weszła w skład koalicji popierającej drugi rząd Begina, a jej przewodniczący został 5 lipca 1982 ministrem bez teki.
Ugrupowanie, pozbawione charyzmatycznego lidera, jakim był Dajan, zakończyło działalność 6 czerwca 1983, kiedy jego frakcja parlamentarna rozpadła się. Ben-Porat powołał Ruch na rzecz Odnowy Społecznego Syjonizmu, zaś Jigga’el Hurwic przywrócił frakcję Rafi – Lista Państwowa.
W 2019 partię o takim samym akronimie – Telem – założył Mosze Ja’alon, przy czym skrót ten oznacza תנועה לאומית ממלכתית Tenu’a Leumit Mamlachtit czyli Państwowy Ruch Narodowy.